# Distretto di Miarinarivo
Il distretto di Miarinarivo è un distretto del Madagascar situato nella regione di Itasy. Ha per capoluogo la città di Miarinarivo.
La popolazione del distretto è di 228 057 abitanti (censimento 2011).